# Sozialgericht Gotha

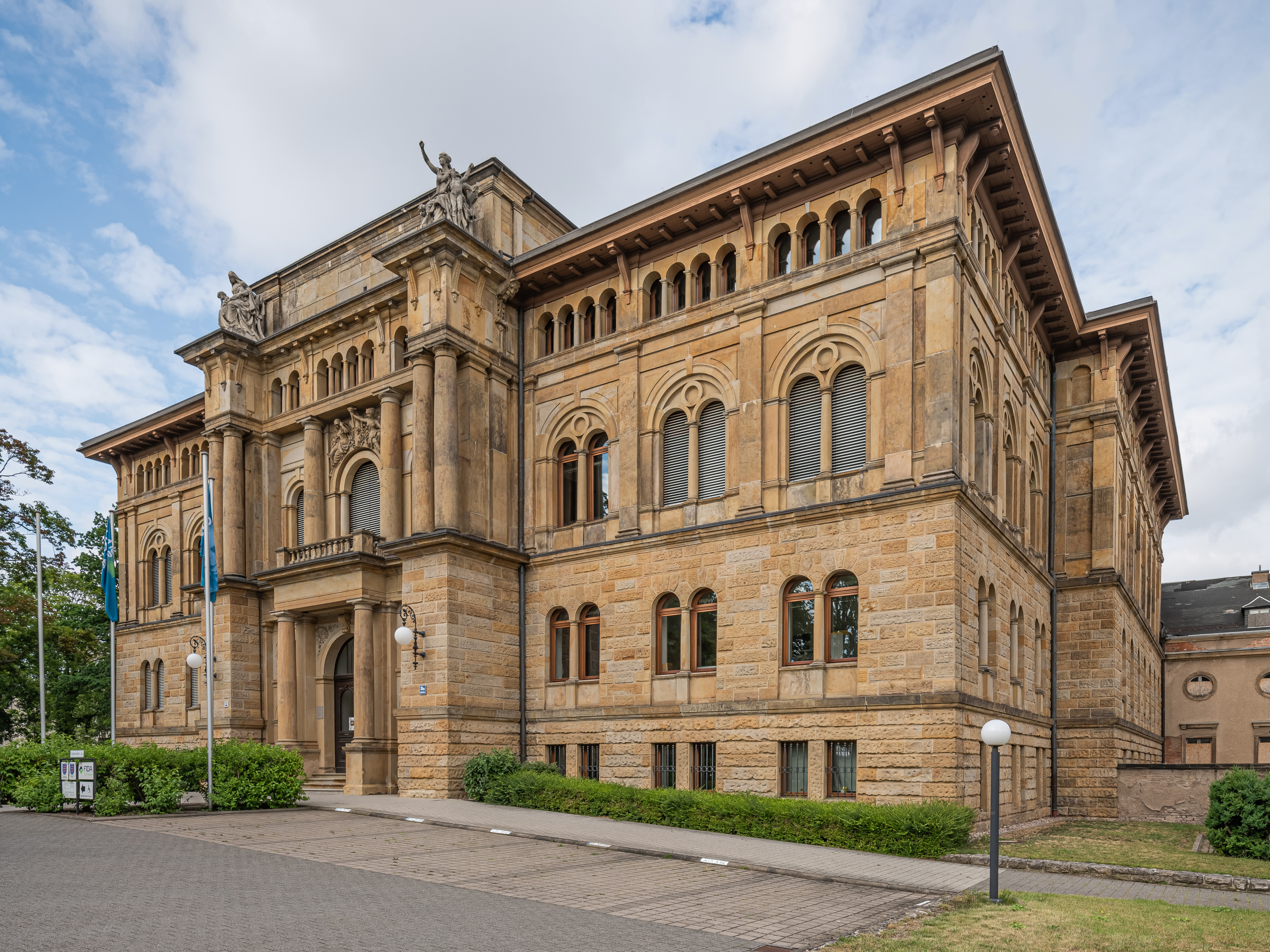
Gerichtsgebäude

Das Sozialgericht Gotha ist eines von vier Sozialgerichten (SG) des deutschen Bundeslandes Thüringen.

## Gerichtssitz und -bezirk
Das Sozialgericht hat seinen Sitz in Gotha. Der Gerichtsbezirk umfasst den Landkreis Gotha, den Landkreis Weimarer Land, den Ilm-Kreis und den Wartburgkreis sowie die kreisfreien Städte Erfurt und Weimar. Die sachliche Zuständigkeit ergibt sich aus dem Sozialgerichtsgesetz.

## Gerichtsgebäude
Das Sozialgericht Gotha ist in der Bahnhofstraße 3 a untergebracht. Das Gebäude, in dem auch das Thüringer Finanzgericht untergebracht ist, wurde ursprünglich für eine Versicherungsgesellschaft gebaut und enthält eine kleine Ausstellung zur Feuerversicherung.

## Übergeordnete Gerichte
Das dem Sozialgericht Gotha übergeordnete Gericht ist das Thüringer Landessozialgericht in Erfurt. Im weiteren Instanzenzug folgt das Bundessozialgericht in Kassel.